# Ed Brown
Ed Brown (ur. 18 stycznia 1963) – amerykański kierowca wyścigowy.

## Kariera
Brown rozpoczął karierę w międzynarodowych wyścigach samochodowych w 2008 roku od startów w IMSA GT3 Cup Challenge. Z dorobkiem siedmiu punktów został sklasyfikowany na 25. pozycji w końcowej klasyfikacji kierowców. W późniejszych latach Amerykanin pojawiał się także w stawce American Le Mans Series, Patrón GT3 Challenge by Yokohama, Continental Tire Sports Car Challenge, Ferrari Challenge North America, Grand American Rolex Series, Cooper Tires Prototype Lites Championship, IMSA Cooper Tires Prototype Lites, FIA World Endurance Championship, United SportsCar Championship i w stawce 24-godzinnego wyścigu Le Mans.

## Wyniki w 24h Le Mans
| Rok  | Zespół                    | Partnerzy                         | Samochód           | Klasa | Okr. | Poz. | Klasa Pos. |
| ---- | ------------------------- | --------------------------------- | ------------------ | ----- | ---- | ---- | ---------- |
| 2015 | Extreme Speed Motorsports | Johannes van Overbeek Jon Fogarty | Ligier JS P2-Honda | LMP2  | 339  | 15   | 7          |